# می‌خوام بدونم؟
«می‌خوام بدونم؟» (به انگلیسی: Do I Wanna Know?) تک‌آهنگی از آرکتیک مانکیز است که در ۱۹ ژوئن ۲۰۱۳ منتشر شد.
این تک‌آهنگ در چارت کانادا به رتبه سه رسید و نامزد بهترین ترانه راک در جایزه گرمی شد